# Habitatge al carrer Sant Mateu, 3 (Vallirana)
L'Habitatge al carrer Sant Mateu, 3 és una obra noucentista de Vallirana (Baix Llobregat) inclosa a l'Inventari del Patrimoni Arquitectònic de Catalunya.

## Descripció
Casa formada de planta baixa i d'un pis acabada en fals terrat de balustres de terra cuita (repartides en tres grups). Presenta coberta a dues vessants, de teules, i pati al costat lateral i posterior.
Els elements de la façana estan repartits simètricament. A la planta baixa hi ha la porta emmarcada per dues finestres i al primer pis, seguint el mateix eix vertical, el balcó està emmarcat per dues finestres. Hi ha esgrafiats a la part superior dels guardapols de portes i finestres, i també, formant sanefa, sota la barana del fals terrat.

## Història
Datada a partir del 1920 (inicis segle XX).